# Lista de cardeais do Brasil
Esta é uma lista de cardeais brasileiros ordenada pelo ano do consistório que os elevou ao cardinalato.
| Elevação ao cardinalato | Papa          | UF                  | Imagem | Nome                                        | Ordem  | Época em que viveu | Atividade cardinalícia                                                            | Brasão |
| ----------------------- | ------------- | ------------------- | ------ | ------------------------------------------- | ------ | ------------------ | --------------------------------------------------------------------------------- | ------ |
| 1905                    | Pio X         | Pernambuco          |        | Joaquim Arcoverde de Albuquerque Cavalcanti | —      | 1850 — 1930        | Arquidiocese do Rio de Janeiro                                                    |        |
| 1930                    | Pio XI        | São Paulo           |        | Sebastião Leme da Silveira Cintra           | —      | 1882 — 1942        | Arquidiocese do Rio de Janeiro                                                    |        |
| 1946                    | Pio XII       | Minas Gerais        |        | Carlos Carmelo de Vasconcelos Motta         | —      | 1890 — 1982        | Arquidiocese de São Paulo Arquidiocese de Aparecida                               |        |
| 1946                    | Pio XII       | Santa Catarina      |        | Jaime de Barros Câmara                      | —      | 1894 — 1971        | Arquidiocese do Rio de Janeiro                                                    |        |
| 1953                    | Pio XII       | Pernambuco          |        | Augusto Álvaro da Silva                     | —      | 1876 — 1968        | Arquidiocese de Salvador                                                          |        |
| 1965                    | Paulo VI      | São Paulo           |        | Agnelo Rossi                                | —      | 1913 — 1995        | Arquidiocese de São Paulo                                                         |        |
| 1969                    | Paulo VI      | Rio Grande do Sul   |        | Alfredo Vicente Scherer                     | —      | 1903 — 1996        | Arquidiocese de Porto Alegre                                                      |        |
| 1969                    | Paulo VI      | Rio Grande do Norte |        | Eugênio de Araújo Sales                     | —      | 1920 — 2012        | Arquidiocese de Salvador                                                          |        |
| 1973                    | Paulo VI      | Alagoas             |        | Avelar Brandão Vilela                       | —      | 1912 — 1986        | Arquidiocese de Salvador                                                          |        |
| 1973                    | Paulo VI      | Santa Catarina      |        | Frei Paulo Evaristo Arns                    | O.F.M. | 1921 — 2016        | Arquidiocese de São Paulo                                                         |        |
| 1976                    | Paulo VI      | Rio Grande do Sul   |        | Frei Aloísio Lorscheider                    | O.F.M. | 1924 — 2007        | Arquidiocese de Fortaleza Arquidiocese de Aparecida                               |        |
| 1988                    | João Paulo II | Ceará               |        | José Freire Falcão                          | —      | 1925 — 2021        | Arquidiocese de Brasília                                                          |        |
| 1988                    | João Paulo II | Minas Gerais        |        | Frei Lucas Moreira Neves                    | O.P.   | 1925 — 2002        | Arquidiocese de Salvador                                                          |        |
| 1998                    | João Paulo II | Minas Gerais        |        | Serafim Fernandes de Araújo                 | —      | 1924 — 2019        | Arquidiocese de Belo Horizonte                                                    |        |
| 2001                    | João Paulo II | Rio Grande do Sul   |        | Frei Cláudio Hummes                         | O.F.M. | 1934 — 2022        | Arquidiocese de São Paulo                                                         |        |
| 2001                    | João Paulo II | Minas Gerais        |        | Geraldo Majella Agnelo                      | —      | 1933 — 2023        | Arquidiocese de Salvador                                                          |        |
| 2003                    | João Paulo II | Santa Catarina      |        | Eusébio Oscar Scheid                        | S.C.J. | 1932 — 2021        | Arquidiocese do Rio de Janeiro                                                    |        |
| 2007                    | Bento XVI     | Rio Grande do Sul   |        | Odilo Pedro Scherer                         | —      | 1949 —             | Arquidiocese de São Paulo                                                         |        |
| 2010                    | Bento XVI     | Minas Gerais        |        | Raymundo Damasceno Assis                    | —      | 1937 —             | Arquidiocese de Aparecida                                                         |        |
| 2012                    | Bento XVI     | Santa Catarina      |        | João Braz de Aviz                           | —      | 1947 —             | Congregação para os Institutos de Vida Consagrada e Sociedades de Vida Apostólica |        |
| 2014                    | Francisco     | São Paulo           |        | Orani João Tempesta                         | O.Cist | 1950 —             | Arquidiocese do Rio de Janeiro                                                    |        |
| 2016                    | Francisco     | São Paulo           |        | Sérgio da Rocha                             | —      | 1959 —             | Arquidiocese de Brasília Arquidiocese de Salvador                                 |        |
| 2022                    | Francisco     | Santa Catarina      |        | Frei Leonardo Ulrich Steiner                | O.F.M. | 1950 —             | Arquidiocese de Manaus                                                            |        |
| 2022                    | Francisco     | Rio de Janeiro      |        | Paulo Cezar Costa                           | —      | 1967 —             | Arquidiocese de Brasília                                                          |        |
| 2024                    | Francisco     | Santa Catarina      |        | Jaime Spengler                              | O.F.M. | 1960 —             | Arquidiocese de Porto Alegre                                                      |        |

Dos vinte e cinco cardeais brasileiros, seis catarinenses, cinco são mineiros, quatro gaúchos, quatro paulistas, dois pernambucanos, um fluminense, um cearense, um alagoano e um potiguar. Por regiões, dez são da região sudeste, dez do sul e cinco do nordeste.
Joaquim Arcoverde de Albuquerque Cavalcanti, de Pernambuco, foi o primeiro sacerdote a ser elevado ao título e dignidade de cardeal na América Latina.
| Santa Catarina      | 6  |
| Minas Gerais        | 5  |
| Rio Grande do Sul   | 4  |
| São Paulo           | 4  |
| Pernambuco          | 2  |
| Alagoas             | 1  |
| Ceará               | 1  |
| Rio Grande do Norte | 1  |
| Rio de Janeiro      | 1  |
| Total               | 25 |